# Liga Austríaca de Basquetebol
A Liga Profissional de Basquete da Áustria ou win2day Basketball Superliga é o principal torneio de basquetebol profissional do país, sendo organizada desde a temporada 1947.

## Competição
Com onze equipes se enfrentando em turno e returno, com oito equipes avançando as playoffs, em série melhor de cinco partidas.

## Clubes
| Clube                        | Cidade         | Arena                      | Capacidade |
| ---------------------------- | -------------- | -------------------------- | ---------- |
| Arkadia Traiskirchen Lions   | Traiskirchen   | Lions Dome                 | 1 200      |
| BC Vienna                    | Viena          | Halmann Dome               | 1 399      |
| BK IMMOunited Dukes          | Klosterneuburg | Happyland Klosterneuburg   | 1 000      |
| COLDAMARIS BBC Nord Dragonz  | Eisenstadt     | Allsportzentrum Eisenstadt |            |
| Bosco Bulls                  | Kapfenberg     | Sporthalle Walfersam       | 1 000      |
| CITIES Panthers Fürstenfeld  | Fürstenfeld    | Stadhalle Fürstenfeld      | 1 200      |
| Raffeisen Flyers Wels        | Wels           | Raiffeisen Arena           | 1 700      |
| SKN St. Pölten Basketball    | Sankt Pölten   | Sport Zentrum              | 1 000      |
| Raiffensein Swans Gmunden    | Gmunden        | Volksbank Arena            | 2 200      |
| UBSC Raiffeisen Graz         | Graz           | Raiffeisen Sportpark Graz  | 3 000      |
| UNGER STEEL Gunners Oberwart | Oberwart       | Sporthalle Oberwart        | 1 700      |

## Finais
| Temporada | Campeão                                 | Resultado                               | Finalista                               | Treinador campeão                       | MVP das finais                          |
| --------- | --------------------------------------- | --------------------------------------- | --------------------------------------- | --------------------------------------- | --------------------------------------- |
| 2000–01   | Kapfenberg Bulls                        | 3–2                                     | Wörthersee Piraten                      |                                         | —                                       |
| 2001–02   | Kapfenberg Bulls                        | 3–2                                     | Panthers Fürstenfeld                    |                                         | —                                       |
| 2002–03   | Kapfenberg Bulls                        | 3–2                                     | Swans Gmunden                           |                                         | —                                       |
| 2003–04   | Kapfenberg Bulls                        | 3–1                                     | Swans Gmunden                           |                                         | —                                       |
| 2004–05   | Swans Gmunden                           | 3–0                                     | Macabido Oberwart Gunners               | Bob Gonnen                              | —                                       |
| 2005–06   | Swans Gmunden                           | 3–0                                     | Kraftwerk Wels                          | Bob Gonnen                              | Peter Hütter                            |
| 2006–07   | Swans Gmunden                           | 3–0                                     | Macabido Oberwart Gunners               | Bob Gonnen                              | De'Teri Mayes                           |
| 2007–08   | Panthers Fürstenfeld                    | 3–2                                     | Macabido Oberwart Gunners               | Aaron Mitchell                          | Anthony Shavies                         |
| 2008–09   | Swans Gmunden                           | 3–1                                     | Kraftwerk Wels                          | John Dieckelman                         | Ricky Moore                             |
| 2009–10   | Swans Gmunden                           | 3–2                                     | Panthers Fürstenfeld                    | Matthias Fischer                        | De'Teri Mayes                           |
| 2010–11   | Oberwart Gunners                        | 3–2                                     | Swans Gmunden                           | Neno Ašćerić                            | Bernd Volcic                            |
| 2011–12   | Dukes Klosterneuburg                    | 3–1                                     | Swans Gmunden                           | Werner Sallomon                         | Christoph Nagler                        |
| 2012–13   | Zepter Vienna                           | 3–2                                     | Oberwart Gunners                        | Andrea Maghelli                         | Shawn Ray                               |
| 2013–14   | UBC magnofit Güssing Knights            | 3–2                                     | Kapfenberg Bulls                        | Matthias Zollner                        | Anthony Shavies                         |
| 2014-15   | UBC magnofit Güssing Knights            | 3-1                                     | Zepter Vienna                           | Matthias Zollner                        | Travis Taylor                           |
| 2015-16   | Redwell Oberwart Gunners                | 3-0                                     | WBC Raiffeissen Wels                    | Chris Chougaz                           | Chris McNealy                           |
| 2016-17   | Kapfenberg Bulls                        | 4-1                                     | Oberwart Gunners                        | Michael Schrittwieser                   | Bogić Vujošević                         |
| 2017-18   | Kapfenberg Bulls                        | 4-2                                     | Swans Gmunden                           | Michael Coffin                          | Bogić Vujošević                         |
| 2018-19   | Kapfenberg Bulls                        | 3-0                                     | Swans Gmunden                           | Michael Coffin                          | Elijah Wilson                           |
| 2019-20   | Cancelado devido à Pandemia de COVID-19 | Cancelado devido à Pandemia de COVID-19 | Cancelado devido à Pandemia de COVID-19 | Cancelado devido à Pandemia de COVID-19 | Cancelado devido à Pandemia de COVID-19 |
| 2020-21   | Swans Gmunden                           | 3-1                                     | Kapfenberg Bulls                        | Anton Mirolybov                         | Enis Murati                             |
| 2021-22   | BC GGMT Vienna                          | 3-1                                     | Swans Gmunden                           | Aramis Naglić                           | Bogić Vujošević                         |
| 2022-23   | OCS Swans Gmunden                       | 3-1                                     | BC GGMT Vienna                          | Anton Mirolybov                         | Daniel Friedrich                        |
| 2023-24   | Unger Steel Gunners Oberwart            | 3-0                                     | UBSC Raiffeisen Graz                    | Horst Leitner                           | Sebastian Käferle                       |
| 2024-25   | Unger Steel Gunners Oberwart            | 3-0                                     | COLDAMARIS BBC Nord Dragonz             | Matthew Otten                           | Robert Allen                            |